# أوتش تبة (أسكو)
أوتش تبة هي قرية في مقاطعة أسكو، إيران. عدد سكان هذه القرية هو 70 في سنة 2006.